# Quad Flat Package

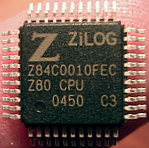
Zilog Z80 en QFP de 44 broches (variante LQFP).

En électronique, Quad Flat Package (QFP) est un type de boîtier de circuit intégré destiné à être directement soudé sur circuit imprimé. Ce boîtier est normalisé suivant la JEDEC
Le boîtier rectangulaire (en plastique ou en céramique) est doté de broches de connexion sur ses 4 côtés (jusqu'à 200 broches). Les broches sont généralement espacées de 0,4 à 1 mm, et sont extérieures au boîtier contrairement aux QFN.

## Variantes
- BQFP : Bumpered Quad Flat Package

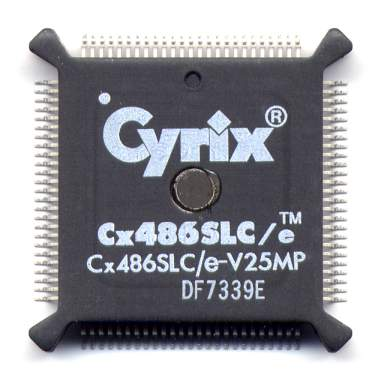
Microprocesseur Cyrix Cx486SLC en Bumpered Quad Flat Package

- BQFPH : Bumpered Quad Flat Package with Heat spreader
- CQFP : Ceramic Quad Flat Package
- EQFP : Enhanced Quad Flat Pack (intègre un plan de dissipation de chaleur côté PCB)
- FQFP : Fine Pitch Quad Flat Package
- HQFP : Heat sinked Quad Flat Package
- LQFP : Low Profile Quad Flat Package
- MQFP : Metric Quad Flat Package
- PQFP : Plastic Quad Flat Package
- SQFP : Small Quad Flat Package
- TQFP : Thin Quad Flat Package
- VQFP : Very small Quad Flat Package
- VTQFP : Very Thin Quad Flat Package